# Rubinnäktergal
Rubinnäktergal (Calliope calliope) är en sibirisk tätting som numera placeras i familjen flugsnappare. Hanen är karakteristisk med rubinröd strupe, medan honan är mer diffust tecknad. Den häckar i Sibirien österut till Japan. Vintertid flyttar den till Sydostasien. Fågeln är en mycket sällsynt gäst i Västeuropa. IUCN kategoriserar den som livskraftig.

## Kännetecken

### Utseende
Rubinnäktergalen är något större än rödhaken, 14,5–16 cm lång. I kroppsformen är den ett mellanting mellan blåhake och näktergal, med långa ben men rätt kort stjärt. Fjäderdräkten är i stora delar jämnbrun, i ansiktet ljust ögonbrynsstreck och mörkt ögonstreck. Hanen har en vackert röd strupe kantat av en smal bård, först svart sedan vitt. Honans huvudteckning är mer diffus med smutsvit haka, hos vissa äldre honor delvis ljusröd.

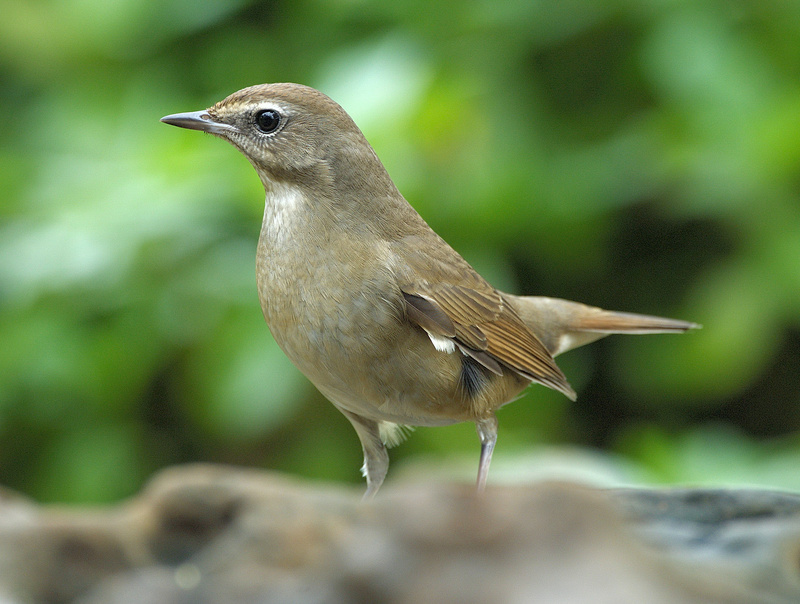
Hona

### Läte
Rubinnäktergalens sång är ett porlande som påminner om trädgårdssångare, men har stor amplitud med inslag av både hårda, pressade toner och ljusa visslingar. Ibland väver den även in härmningar á la kärrsångare. Andra läten är ett tvåstavigt "ii-ly", med betoning på första stavelsen, ett smackande björktrastlikt "tjack" samt ett dämpat "arrr".

## Utbredning och systematik
Rubinnäktergalen är en i princip enbart asiatisk fågel som häckar från centrala Uralbergen och Sibirien österut till Anadyr, Kamtjatkahalvön, Kommendörsöarna och söderut till norra Mongoliet, norra Koreahalvön, norra Japan och Kurilerna. Den förekommer även i centrala Kina, i nordöstra Qinghai, sydvästra Gansu och norra Sichuan. Vintertid flyttar den till södra och sydöstra Asien, Filippinerna och Taiwan. I övriga Europa är den en mycket sällsynt gäst, där Storbritannien dominerar med ett 15-tal fynd. Den har också setts i Tyskland, Holland, Slovenien, Estland, Lettland, Danmark, Norge, Finland och Sverige. Arten påträffas också regelbundet på Palau i Stilla havet och fynd finns även från Alaska, Malaysia och Nya Guinea.
Arten delas vanligen in i tre underarter med följande utbredning:
- Calliope calliope calliope – häckar i Sibirien, norra Mongoliet, nordöstra Kina och norra Korea
- Calliope calliope camtschatkensis – häckar på Kamtjatkahalvön samt i Kommendörsöarna, Kurilerna och i norra Japan
- Calliope calliope beicki – häckar i nordcentrala Kina

Tongivande Clements m.fl. behandlar den dock som monotypisk, det vill säga att den inte delas in i några underarter.

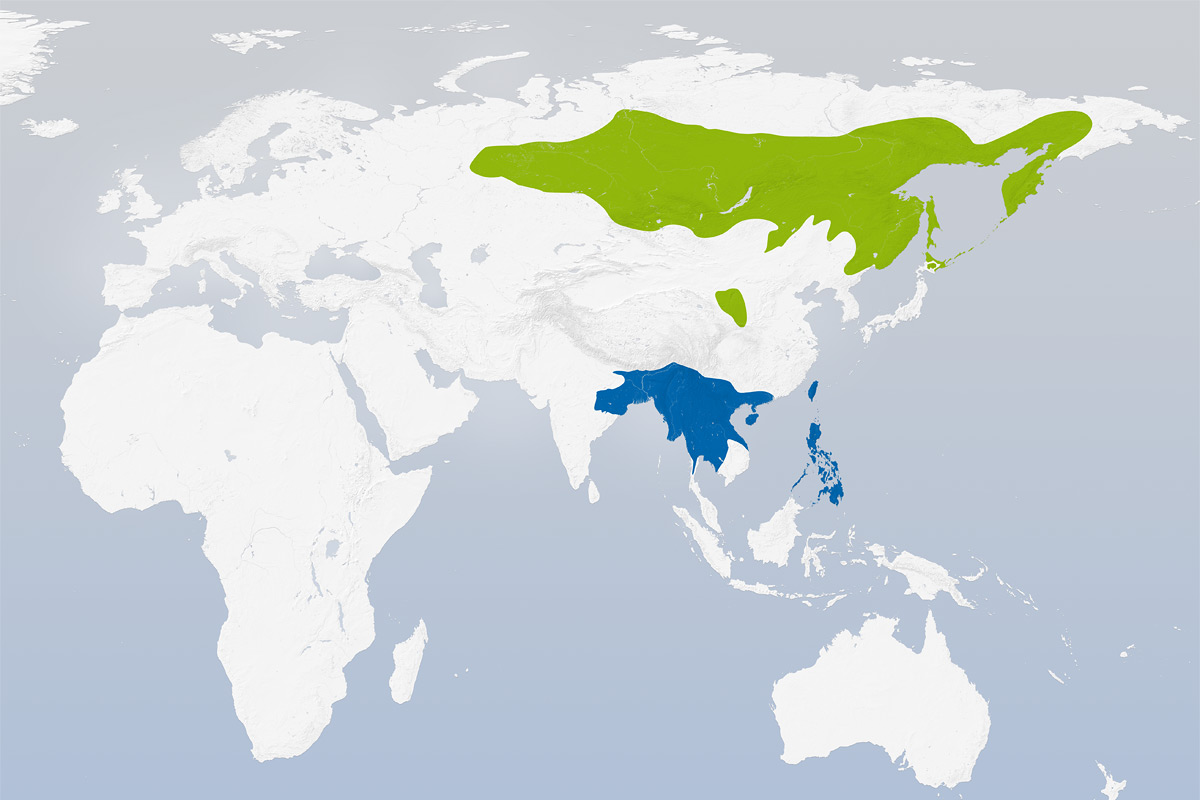
Häckningsområde
Vinterutbredning

### Förekomst i Sverige
Den 26 oktober 2018 gjordes den första observationen art arten i Sverige. Fågeln upptäcktes då på fabriksområdet Stora Enso Skoghalls bruk utanför Karlstad i Värmland. Den 15 november 2021 gjordes den andra observationen i Sverige, denna gång i ett villaområde i Vargön i Vänersborgs kommun i Västergötland, där den stannade till den 17 april 2022. Den 7 december 2022 gjordes en tredje observation av arten, vid Branthammarssjön i Knivsta kommun i Uppland. Den 31 januari 2023 gjordes den fjärde observationen av arten, i ett villaområde i Trollhättan, där den stannade till den 19 april 2023. Denna fågel ringmärktes och försågs med en datalogger för att undersöka dess navigation och ursprung. Fram till maj 2025 hade Rubinnäktergal bara rapporterats 12 gånger i Sverige till Artportalens databas.  

### Släktestillhörighet
Arten har tidigare först till släktet Luscinia, men genetiska studier visar att det släktet är parafyletiskt, där arterna i Calliope är närmast släkt med Myiomela och till exempel blåstjärtarna i Tarsiger än med näktergal (L. luscinia).

### Familjetillhörighet
Liksom alla näktergalar men även fåglar som stenskvättor, rödstjärtar och buskskvättor behandlades rubinnäktergalen tidigare som en trast (Turdidae), men genetiska studier visar att den tillhör familjen flugsnappare (Muscicapidae).

## Levnadssätt
Rubinnäktergalen häckar i barrblandskog med tät undervegetation. Den häckar från maj till juli i Kina och Nordkorea, från juni till augusti i Japan. Den lägger fyra till sex ägg i sitt bo på marken i skydd av en buske eller annan tät växtlighet. Rubinnäktergalen är insektsätare och intar flugor, fluglarver, myror, getingar och skalbaggar men också växtmaterial. Den är skygg och håller sig mest dold.

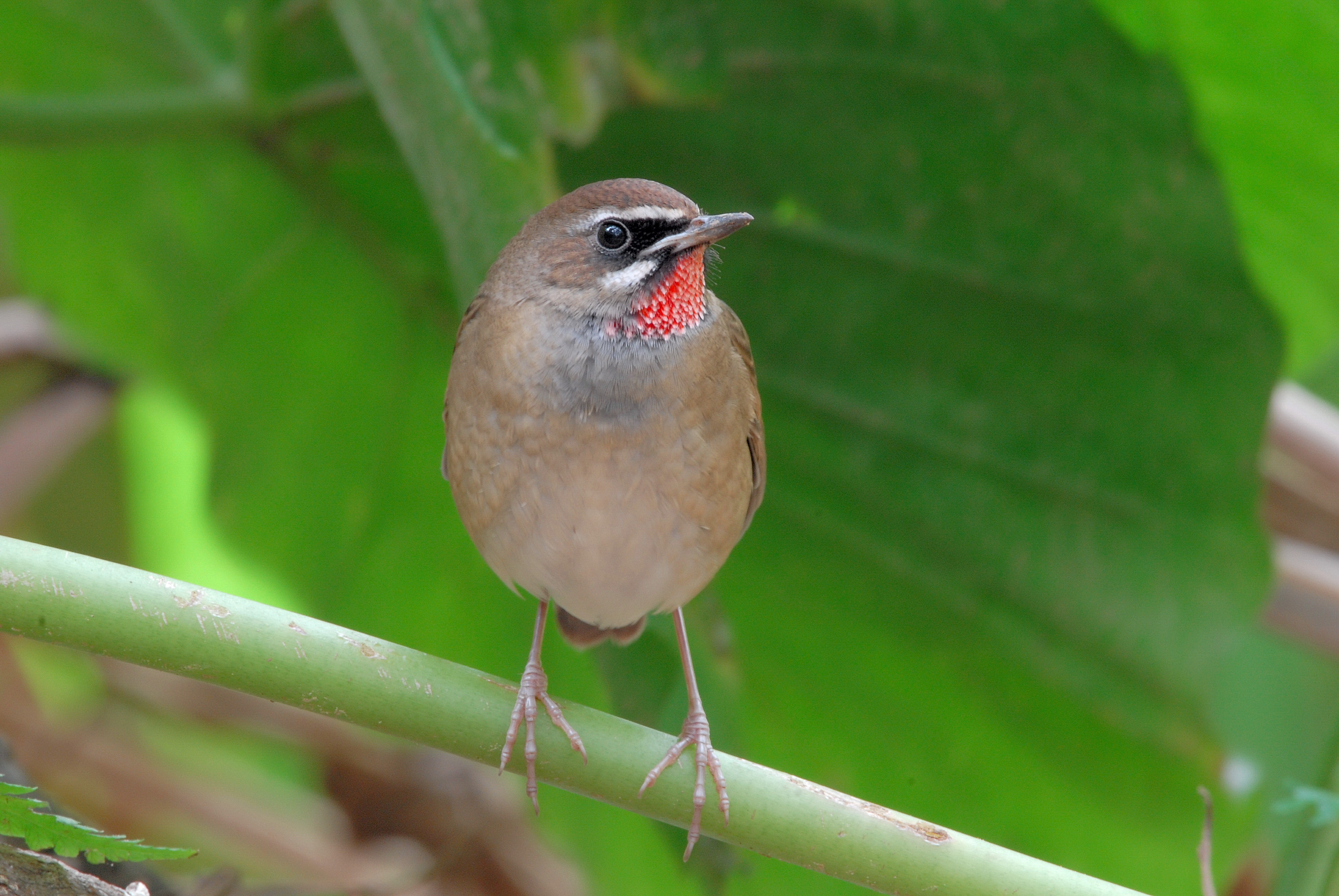

## Status och hot
Arten har ett stort utbredningsområde och en stor population med stabil utveckling. Utifrån dessa kriterier kategoriserar IUCN arten som livskraftig (LC). I Europa tros det häcka 1 000–1 200 par.

## Namn
Rubinnäktergalens vetenskapliga släktes- och artnamn calliope syftar på Kalliope, i grekisk mytologi elegiens eller kärleksdiktens och den episka poesins musa. Hon är den främsta av muserna och var den som medlade i konflikten om Adonis mellan Afrodite och Persefone.